# Puccinia galii-verni
Puccinia galii-verni är en svampart som beskrevs av Ces. 1846. Puccinia galii-verni ingår i släktet Puccinia och familjen Pucciniaceae.   Inga underarter finns listade i Catalogue of Life.